# メメ
メメは、吉本興業東京本社（東京吉本、厳密には子会社のよしもとクリエイティブ・エージェンシー）所属のお笑いコンビである。東京NSC13期生。2007年12月結成。2011年8月29日解散。

## メンバー
- 高橋 八代枝（たかはし やよえ、1988年9月26日 - ） ツッコミ担当、立ち位置左。
  - 身長162cm、血液型A型。宮城県出身。
  - 東北楽天ゴールデンイーグルスのファン。好きな選手は嶋基宏。
  - 目標にしている先輩芸人は2丁拳銃。
  - 実家は牛を育てており、子牛をセリに出している。
  - 部活は中学までバレーボール部、高校は合唱部。
  - メメ解散後はツインドライブ(相方は同期の元マーマレード新美一将)として活動していたが解散。
  - 現在は、元空想旅行の往蔵弘佳とのコンビ「ブロックライブラリー」として活動中。

- 堀 幸代（ほり さちよ、1984年5月3日 - ） ボケ担当、立ち位置右。
  - 身長157cm、血液型A型。広島県出身。
  - 広島東洋カープのファン。津田恒実のDVDを見ていたら時間を忘れ遅刻したことがある。
  - 特技は似顔絵を描くことで、番組で披露した時には千原ジュニアなどに褒められた。
  - 2011年8月29日のライブを最後に引退することを自身のブログで発表。

## 概要
- M-1グランプリ2009にて初の準決勝進出。東京・大阪を合わせても、プリマ旦那と並び、同期の中で初めて準決勝に進出したコンビである。
- シチサンLIVEでの前説を行っているため、サポートなどで出演することが多い。
- 2009年9月29日のアームストロングのシチサンLIVEにて、いす取りゲームをしたところ誰も勝てなかった。
- 2011年8月29日をもって堀の引退をもって解散することを発表。

## ネタ
- 主に漫才。2人とも野球ファンであることを活かし、野球に関したネタを行う。

## 出演
- ダウンタウンのガキの使いやあらへんで!!（2009年2月22日、「フジモンのNSCお笑い講義」）
- サタデーバリューフィーバー（2009年6月20日）
- 笑う妖精（2009年10月25日、堀のみ）